# Matthew Goodheart
Matthew William Goodheart (San Francisco Bay Area, rond 1970) is een Amerikaanse jazzmuzikant (piano, computergestuurde metalen percussie) en -componist.

## Biografie
Goodheart studeerde van 1989 tot 1991 aan de University of California at Berkeley en van 2008 tot 2013 studeerde hij voor zijn master in muziek aan het Mills College. Hij begon ook zijn carrière als pianist aanvankelijk in de freejazz. In 1992 bracht hij zijn eerste solo-album The Cradle of Unacted Desire (A Night Journey) uit met zijn eigen uitgeverij. In 1995 werd het album Sonoluminescentie (Nine Winds) opgenomen in een kwartet met Glenn Spearman, Lisle Ellis en Donald Robinson. In die tijd werkte hij in Californië met het Creative Music Orchestra (American Jungle Suite, 1996), Marco Eneidi & The American Jungle Orchestra, Wadada Leo Smith, Dominic Duval, Gianni Gebbia en Garth Powell. Hij heeft ook opgetreden met Fred Frith, Pauline Oliveros, Vladimir Petrovich Tarasov, Cecil Taylor en Jack Wright. Op het gebied van jazz was hij tussen 1995 en 2009 betrokken bij 13 opnamesessies. Hij wendde zich uiteindelijk tot andere muziekgebieden, zoals microtonale muziek, composities, vrije improvisatie en geluidsinstallatie. In 2013 promoveerde hij op de microtonale compositie Abstract voor 17 instrumenten van Ken Ueno in Berkeley (Californië). In 2014 was hij fellow van de American Academy in Berlin, in 2015-2017 postdoctoraal Fellow aan de Columbia University.

## Discografie
- 1996: Songs From The Time Of Great Questioning (Meniscus)
- 1998: Matthew Goodheart with Leo Smith: Interludes of Breath and Substance (Cadence Jazz Records)
- 1999: Matthew Goodheart & Dominic Duval: Crossings (Cadence Jazz)
- 2000: Matthew Goodheart/Josh Allen/Garth Powell: Can Climb a Tree, I Can Tie a Knot, I Can Have a Conversation (Roadcone)
- 2003: Gianni Gebbia/Matthew Goodheart/Garth Powell: Zen Widow (Evander Music)
- 2007: Zen Widow: Quodlibet (Nine Winds), met Gianni Gebbia, Garth Powell
- 2008: 6 (Evander Music) solo
- 2009: Tenri/Live (Evolving Door Music), solo

### Composities
- 2011: Metal Work, voor computergestuurde metalen percussie, gebogen bekkens
- 2012: For 17 Instruments
- 2013: Vexation Variations, voor piano en autonome altviool
- 2008/2009: For Bass, voor solo contrabas
- 2012: For Piano and Metal Percussion, voor piano, computergestuurde metalen percussie, gebogen bekkens
- ????: For Five Scattered Ensembles, voor veertien musici, verdeeld over vier ensembles en acht computergestuurde metalen percussie-instrumenten.